# یواس‌اس هاس (دی‌یی-۱۴۵)
یواس‌اس هاس (دی‌یی-۱۴۵) (به انگلیسی: USS Huse (DE-145)) یک کشتی بود که طول آن ۳۰۶ فوت (۹۳ متر) بود. این کشتی در سال ۱۹۴۳ ساخته شد.